# Cowley (Alberta)
Pour les articles homonymes, voir Cowley.
Cowley est un village (village) de Pincher Creek No 9, situé dans la province canadienne d'Alberta.

## Démographie
En tant que localité désignée dans le recensement de 2011, Cowley a une population de 236 habitants dans 104 de ses 113 logements, soit une variation de 7,8 % avec la population de 2006. Avec une superficie de 1,398 0 km2, village possède une densité de population de 168,812 6 hab/km2 en 2011.
Concernant le recensement de 2006, Cowley abritait 219 habitants dans 98 de ses 103 logements. Avec une superficie de 1,398 0 km2, village possédait une densité de population de 156,7 hab/km2 en 2006.
| 2001 | 2006 | 2011 | 2016 |
| ---- | ---- | ---- | ---- |
| 225  | 219  | 236  | 209  |